# Ludwig von Spindler
Johann Christoph Ludwig von Spindler (* 21. November 1757 in Crailsheim; † 25. Dezember 1817 in Bettenhausen bei Kassel) war ein deutscher Unternehmer, kurhessischer Finanzrat und Abgeordneter der Reichsstände des Königreichs Westphalen.

## Leben
Die Vorfahren erhielten zu Prag 1604 die Reichsadelsbestätigung als von Spindler. Johann Christoph Ludwig von Spindler wurde als Sohn des Johann Gottfried von Spindler (1724–1775), Bürgermeister in Crailsheim und dessen Gemahlin Albertine Maria Veit (1731–1771) geboren. 1785 wurde er Teilhaber der Fabrik der Gebrüder Ahnesorge aus Altona. Es gelang ihm, die Kattunfabrik zu einem florierenden Unternehmen zu entwickeln. Am 21. Dezember 1793 übernahm er auf Bitten der Gebrüder Ahnsorge die Firma. Vom 2. Juni 1808 bis zum 26. Oktober (Ende des Herrschaft Napoleons)  war er als Vertreter der Kaufleute und Fabrikanten für das Fulda-Departement Abgeordneter der Reichsstände des Königreichs Westphalen. Daneben nahm er die Position eines kurhessischen Finanzrats ein.
Ludwig von Spindler war mit Johanne Katharine Rost (1760–1811) verheiratet, Tochter der Anna Maria Leyrer und des Lukas Friedrich Rost aus Oettingen. Aus der Ehe stammte der Sohn Heinrich Georg Gottlieb (1787–1852), verheiratet mit Johanne Ernst (1790–1830), über dessen Nachfahren sich die briefadelige Familie weiter vergrößerte. Zwei Urenkel wurden erneut von Landesherren nobilitiert, in Form von Bescheinigungen oder Adelsanerkennungen, so Julius von Spindler in Sachsen-Meiningen und Gustav von Spindler in Württemberg. Ein direkter Nachfahre war Joachim von Spindler.